# Boncompagni-Ludovisi család
A Boncompagni család bolognai eredetű patrícuscsalád volt, mely a 14. századtól jelentős szerepet játszott a város életében. A Boncompagniak házasság révén egyesültek a Ludovisi családdal, akik Piombino szuverén fejedelmei voltak, s így jött létre a Boncompagni-Ludovisi család.
A Piombinói Fejedelemség örököse, Ippolita Ludovisi 1681-ben kötött házasságot Gregorio Boncompagnival. Piombino mellett Elba szigete is a család birtoka volt. A Fejedelemség függetlensége 1815-ben a bécsi kongresszust követően végleg megszűnt, de a család megőrizte vagyonát és tekintélyét.
A családfő mindenkori címei a következők: Piombino fejedelme, Római Szent Birodalmi fejedelem,  Boncompagni Ludovisi fejedelem, Venosa fejedelme, Sora és Arce hercege, Monterotondo hercege, Populonia és Vignola őrgrófja, Conza grófja..
- Fejedelem a római és toszkán öröklési rend szerint. Velencei és orvietói patrícius, római, rieti, jesi, folignói nemes (férfi és női ágon)
- Nápolyi, ravennai és bolognai patrícius (fiágon).

## Piombino fejedelmei a Boncompagni-Ludovisi családból
- Maria Eleonora I Boncompagni 1724–1745
- Antonio I Boncompagni-Ludovisi 1724–1731
- Gaietano I Boncompagni-Ludovisi 1731–1777 (nagykorú 1741, teljes joggal 1745)
- Antonio II Boncompagni-Ludovisi 1777–1805
- Lodovico Maria Boncompagni-Ludovisi  1805–1841
- Antonio III Boncompagni-Ludovisi  1841–1883
- Rodolfo Boncompagni-Ludovisi  1883–1911
- Ugo Boncompagni-Ludovisi   1911–1935
- Antonio Francesc Boncompagni-Ludovisi  1935–1955
- Gregorio II Boncompagni-Ludovisi   1955–1988
- Nicola Francesco Boncompagni-Ludovisi  1988-

## Magyarországon
Herceg Boncompagni-Ludovisi Józsefné San Martino di Valperga Arduina grófnő (1868–1963) a két világháború között a jánoshalmi és kisszállási uradalom tulajdonosa volt, s a magyarok iránti jóindulatáról és jótékonyságáról volt ismert.